# Johannes Kepler
Johannes Kepler of Keppler (Weil der Stadt, 27 december 1571 – Regensburg, 15 november 1630) was een Duitse astronoom, astroloog, wis- en natuurkundige, in dienst van Keizer Rudolf II, die vooral bekend werd door zijn vernieuwing van de hemelmechanica: hij berekende de planeetbewegingen en formuleerde daarover de Wetten van Kepler. Het basiswerk om tot deze inzichten te komen was verricht door zijn leermeester Tycho Brahe. Later zou Isaac Newton deze ontdekkingen door zijn algemene wet van de zwaartekracht natuurkundig verklaren.
Kepler was een pionier van de optica en de kristallografie. Als wiskundige was hij voorloper op het gebied van de integraalrekening door zijn volumebepalingen van omwentelingslichamen zoals wijnvaten. Hij hield zich ook bezig met kosmologische speculaties en schreef zelfs vroege sciencefiction.
Kepler keerde zich tegen de gebruikelijke astrologie, maar was zelf actief astroloog. Volgens hem kon astrologie wetenschappelijk beoefend worden. Bij zijn verklaring van het verschijnen van de nieuwe ster van 1604, SN 1604, nam hij zijn toevlucht tot astrologische ideeën en terminologieën.

## Leven en werk

### Kindertijd en opleiding (1571 tot 1594)

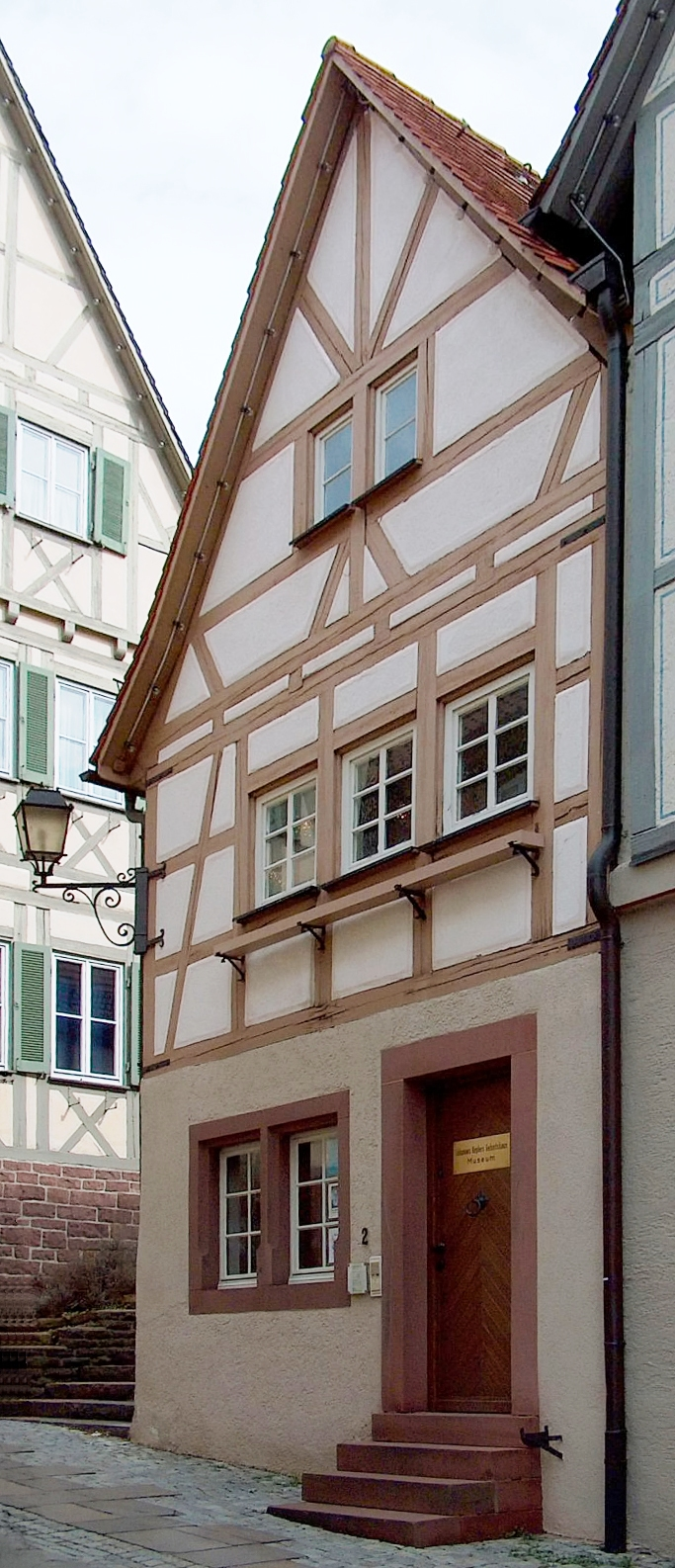
Het geboortehuis van Kepler in Weil der Stadt

Johannes (Johann) Kepler werd op 27 december 1571 geboren in Weil der Stadt, 30 km van Stuttgart, in het zuidwesten van wat nu Duitsland is, als eerste zoon van Heinrich Keppler en Katharina Kepler (geboren Guldemann). Zijn opa (vz) Sebald Kepler (1519-1596) was getrouwd met Catharina Müller en was burgemeester van deze vrije rijksstad. Rond de geboorte van Johannes en zijn broers en zus was de rijkdom en macht van de familie al flink afgenomen. Heinrich had verschillende baantjes en verliet het gezin meermaals. Katharina was kruidengenezer en werd door Heinrichs ouders ongeschikt gevonden als zijn echtgenote, wat bijdroeg aan voortdurende spanningen, met name toen het gezin introk bij de ouders van Heinrich en Katharina in hun bedrijf werkte. Heinrich vertrok in 1574 naar de Nederlanden om geld te verdienen als huursoldaat in de Tachtigjarige Oorlog.
Na een jaar konden ze een huis kopen in het nabijgelegen Leonberg. Daar begon Johann op de Latijnse school in 1578. Al in 1579 moesten zijn ouders hun huis verkopen, waarop Heinrich een herberg in Ellmendingen pachtte. Daar ging Johann nog naar de tweede klas, maar omdat de armoede in het gezin toenam, moest hij in 1580 stoppen met school om de volgende twee jaren mee te werken op het land. In 1582 kon hij weer naar school. Na de derde klas ging hij vanaf 16 oktober 1584 naar de lutherse kloosterschool in Adelberg. Na een toelatingsexamen kon hij vanaf 26 november 1586 doorstromen naar het Rooms-Katholieke seminarie van Maulbronn voor de gymnasium-opleiding.
In de periode 1584 tot 1587 werd vader Heinrich diverse malen door een gezinsvoogd beticht van nalatigheid, en in januari 1589 verliet hij het gezin voorgoed. Hij zou bij Augsberg een vreselijke dood zijn gestorven, waarop Katharina het huis en landgoed erfde. Na de dood van haar vader, die bij hen had ingewoond, erfde zij ook diens geld en was zij financieel onafhankelijk.
Ondertussen was Johann in 1589 met een hertogelijke beurs gaan studeren in het evangelische Tübinger Stift van de Universiteit van Tübingen. Dit stift was opgezet om het Hertogdom Württemberg te voorzien van leraars en predikanten opgeleid in de lutherse doctrine. Keplers ambitie was predikant te worden. Tijdens zijn studies kreeg hij wiskunde van Michael Mästlin, een professor die hem niet alleen onderrichtte in het geocentrische wereldbeeld van Claudius Ptolemaeus, maar ook in het heliocentrische model dat in 1543 was ontwikkeld door de Poolse priester Copernicus. Op 11 augustus 1591 behaalde Kepler zijn magister artium, waarna hij nog enkele jaren aan het Stift de voorbereidende cursussen volgde op een aanstelling als leraar of predikant. Dit behelsde lessen theologie gegeven door Jacob Heerbrand, een voormalig student van Philipp Melanchthon, maar het verleende geen graad in de theologie. Behalve in wiskunde toonde hij zich begaafd in het opstellen van horoscopen. Gedurende zijn studie werd hij bevriend met Christoph Besold, een jurist die nadien decaan zou worden van de universiteit.

### Wiskundeleraar in Graz 1594–1600
In 1594 werd Kepler voorgedragen als hoogleraar wiskunde aan de protestantse Stiftsschule van Graz. Het was tegen zijn zin dat hij zijn geestelijke roeping opgaf, maar het alternatief was de hertogelijke dienst verlaten en zijn beurs terugbetalen. Met verlof van de hertog werd de 23-jarige Kepler in april 1594 hoogleraar wiskunde aan de lutherse hogeschool van stad Graz. Deze school was de tegenhanger van de katholieke Universiteit van Graz, opgericht in 1585 en geleid door jezuïeten.
Kepler was overtuigd van de juistheid van Copernicus' beeld van het heelal, maar in andere opzichten was hij een kind van zijn tijd. Hij zag in de wiskunde het denken van God en meende dat in de stereometrie de bouw van het zonnestelsel terug is te vinden. Hij noteerde op 19 juli 1595 dat hij als bij ingeving begreep hoe het heelal, met zonne- en sterrenstelsel, is gebouwd. De zes planeten zijn gescheiden door de vijf stereometrische regelmatige veelvlakken, waarvan er slechts vijf bestaan, ook de platonische lichamen. Hij gaf zijn visie over de bouw van het heelal in zijn eerste boek Mysterium cosmographicum (1596). Dit was het eerste wetenschappelijke werk dat van het wereldbeeld van Copernicus uitging. Het maakte grote indruk op de astronomen van die tijd. Belangrijk was dat hij door dit werk met Tycho Brahe in verbinding kwam.

### Eerste huwelijk
In december 1595 leerde Kepler de toen 20-jarige Barbara Müller von Mühleck (Mühlegg), de dochter van een rijke molenaar, kennen, met wie hij op 27 april 1597 trouwde. De bruid was al twee keer weduwe en had een dochtertje, Gemma van Dvijneveldt. Dit wordt als reden gezien dat vader Mühleck met kandidaat Kepler instemde, ofschoon hij hem een armoedzaaier vond met een beroep dat niet goed betaalde. Kepler gaf een trouwbelofte af, maar vertrok naar Tübingen om zijn boek Mysterium cosmograficum te laten drukken. Hij bleef lang weg, waardoor de huwelijkssluiting in gevaar kwam en ternauwernood later in april 1597 met veel pracht en praal plaatsvond. Ze gingen wonen in het huis van de molenaar, Schloss Mühlegg in Gössendorf.
De eerste twee kinderen stierven kort na de geboorte. Barbara was naar Keplers woord een droefgeestige vrouw. In 1600 moest het echtpaar, zoals alle protestanten, het land verlaten en verloor Barbara het grootste deel van haar vermogen, waardoor de familie met het beperkte inkomen moest rondkomen dat Kepler zelf verdiende. Kepler had gehoopt onafhankelijk te kunnen leven met het vermogen van zijn vrouw, zoals hij aan Mästlin geschreven had (Max Caspar).

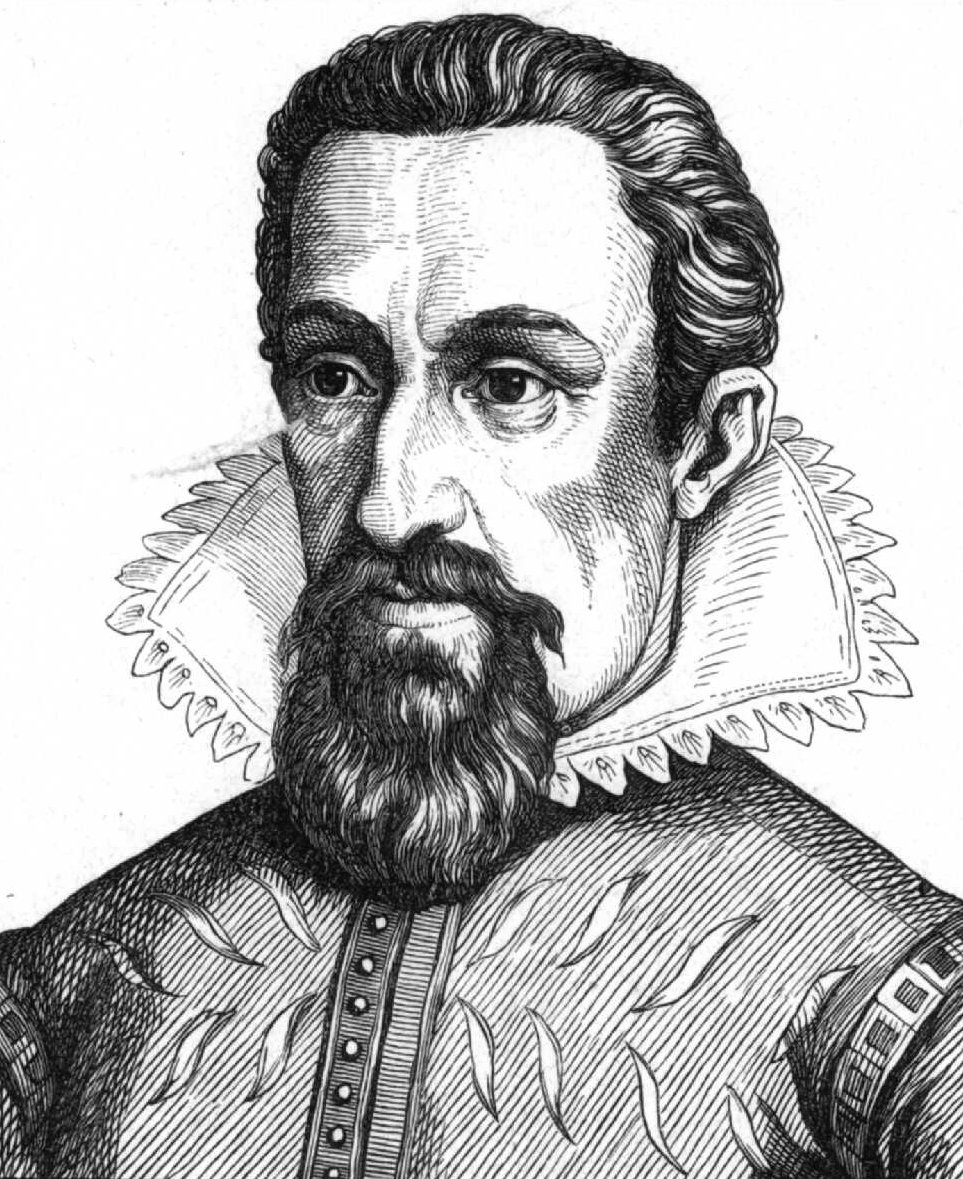
Johannes Kepler

### Graz-Benatek-Graz-Praag 1600
Vanaf de opvolging van aartshertog Ferdinand in december 1596 was de situatie voor de protestanten in Graz uiterst moeilijk geworden. Kepler moest bijvoorbeeld in 1599 tien gulden betalen om zijn gestorven dochtertje luthers te mogen begraven. Kepler had allang een uitnodiging voor een bezoek aan Tycho Brahe, die in 1596 Keplers Mysterium cosmograficum gelezen had. In februari 1600 reisde Kepler via Praag naar Benatek om na te gaan of hij bij Brahe een aanstelling kon krijgen.
Op 4 februari 1600 vond in Benátky nad Jizerou (30 km oostelijk van Praag) een merkwaardige ontmoeting plaats, die belangrijk voor de astronomie zou worden. Tycho Brahe hoopte dat de grote wiskundige "zijn" kosmosidee zou kunnen onderbouwen. Kepler meende de waarnemingen van Brahe te kunnen gebruiken om daarmee de ideeën van zijn Mysterium te bewijzen.
Toen hij in juli terugreisde naar Graz, probeerde hij toch nog bij aartshertog Ferdinand een aanstelling te krijgen als hofmathematicus; de keizer had immers ook een hofmathematicus die een andere religie beleed. Voor de zonsverduistering van 10 juli 1600 organiseerde hij een waarneming op de markt van Graz. Hij schreef nog een verhandeling over de bewegingen van de maan, die hij opdroeg aan aartshertog Ferdinand.
Op 27 juli 1600 vond de uitwijzing van alle lutheranen plaats. 2500 mensen bleven standvastig en emigreerden, onder wie Kepler met zijn gezin.

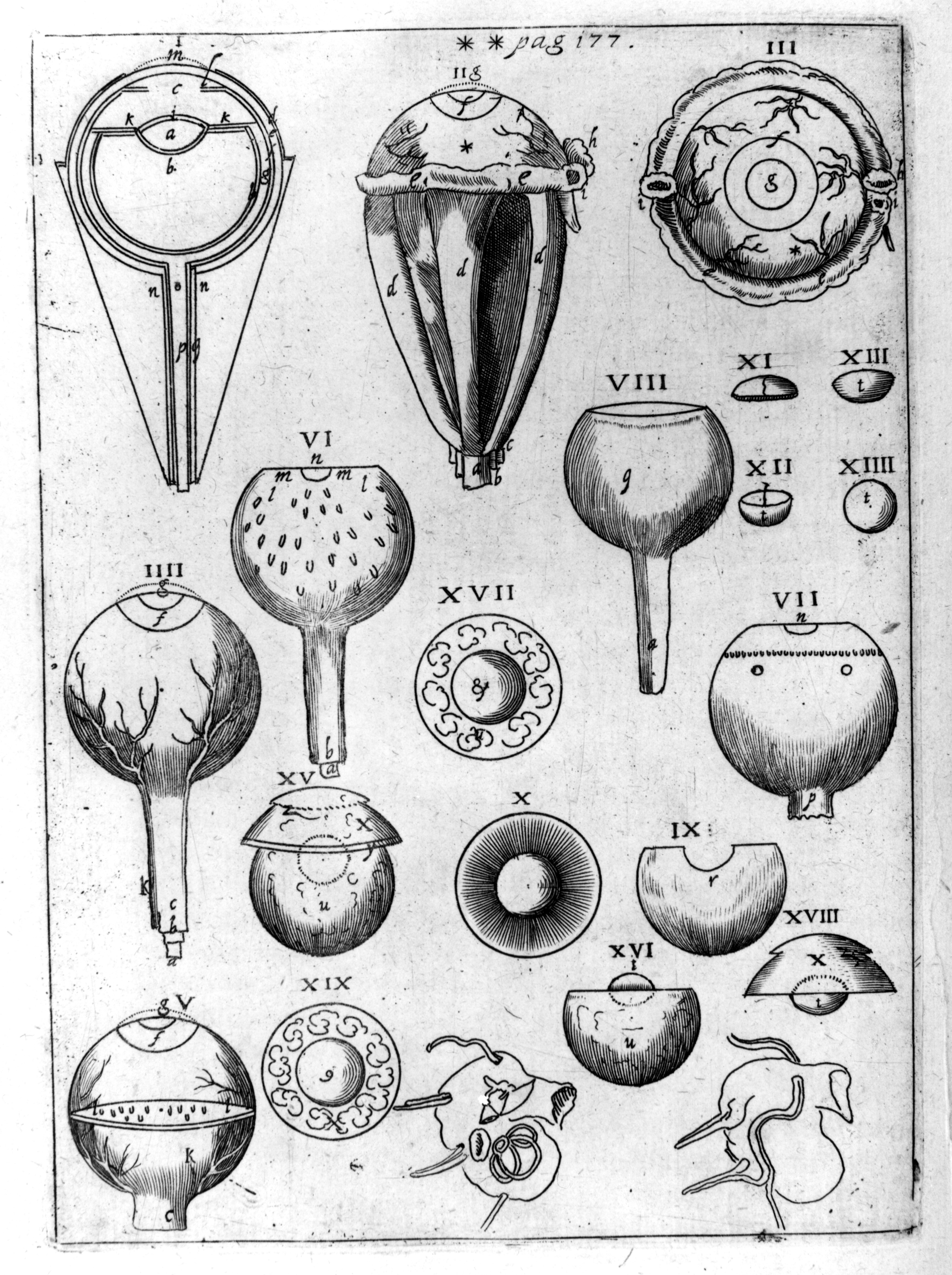
Bouw van het oog uit de Astronomiae Pars Optica

### Assistent van Tycho Brahe, Praag 1600–1612

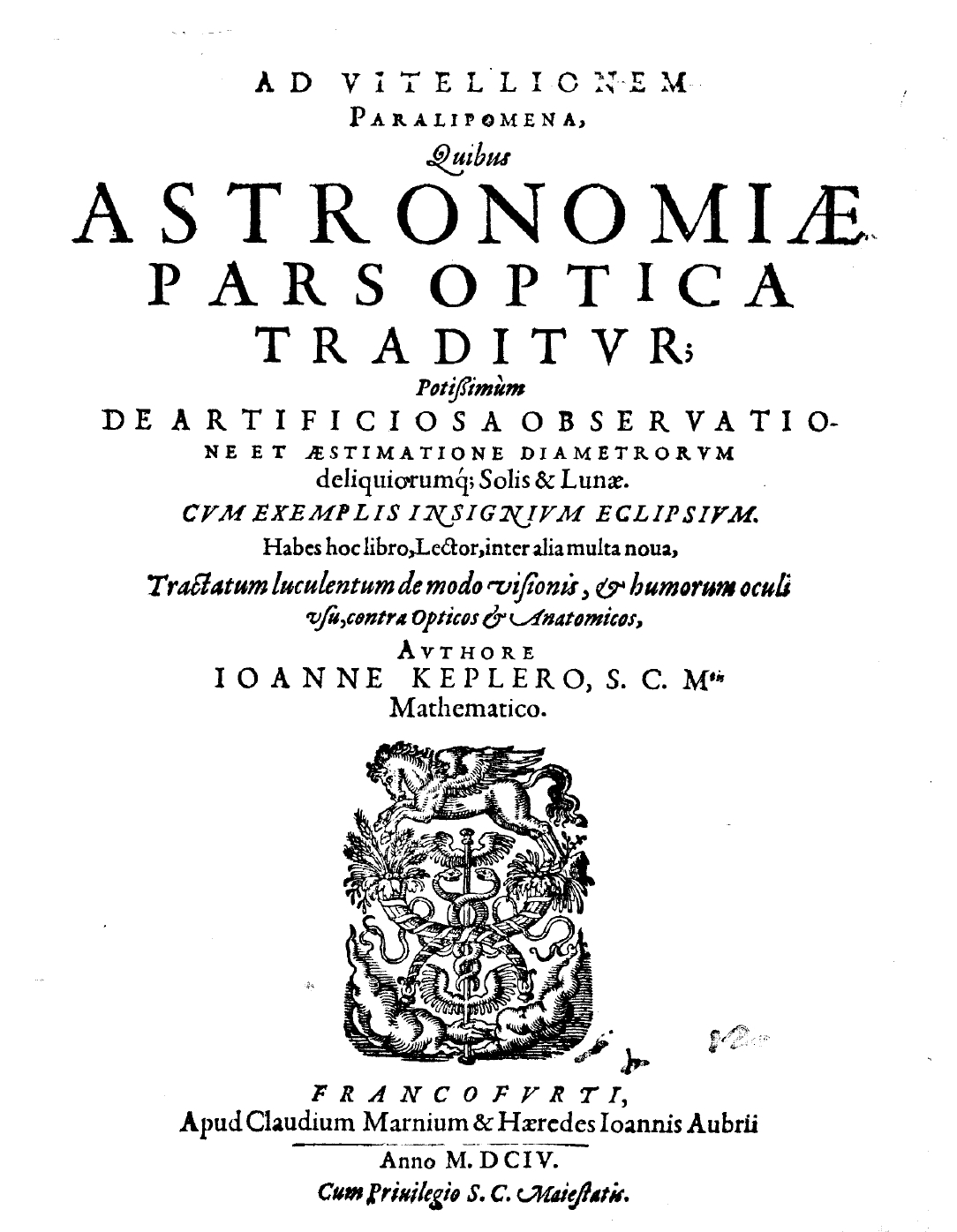
Astronomiae pars optica

Kepler vestigde zich 30 september 1600 in Praag, waar hij assistent werd van Tycho Brahe, die daar de keizerlijk wiskundige was. Bij Tycho Brahe bestond een werkverdeling en Kepler kreeg de baan van Mars toegewezen. Brahe had jarenlang nauwkeurige waarnemingen over de baan van Mars gemaakt. Kepler meende aanvankelijk het werk in een paar weken af te hebben. Hij sloot zelfs een weddenschap met de assistent van Brahe, Longomontanus, maar het bleek een werk van jaren te worden.
In 1601 publiceerde hij een werkje over astrologie: De fundamentis astrologiae certioribus (Over zekerder fundamenten voor astrologie). Na de dood van Brahe in 1601 werd hij benoemd als zijn opvolger en kreeg hij de volle beschikking over Brahe's observaties van de Marsbaan. Toch raakte zijn werk in een impasse.
Hij onderbrak zijn werk aan de baan van Mars, omdat hij meende dat hij daarvoor eerst beter inzicht in de breking van licht nodig had. Over die onderzoekingen publiceerde hij in 1604 Astronomiae pars optica (Het optische deel van de astronomie), over atmosferische lichtbreking, de werking van het oog en lenzen. Met betrekking tot de werking van het oog verliet Kepler het oude standpunt van Aristoteles, dat er een straal van het oog uitgaat die een voorwerp aftast. Kepler stelde daarentegen dat het licht uitgaat van het voorwerp in alle richtingen en zo een oog treft. Licht wordt gebroken door het vocht in de oogbol, wordt daardoor gebundeld en valt achter op de oogzenuw. Bij het passeren van de atmosfeer wordt licht ook gebroken, wat van invloed is in de astronomie.
Met zijn theorie over lichtbreking verklaarde Kepler de werking van lenzen zoals die al heel lang in brillen toegepast werden, zonder dat men precies de werking wist. Door zijn verklaring van de werking van het oog maakte hij duidelijk hoe de lens van de bril werkt, door namelijk meer of minder het licht te breken en zo de ooglens te corrigeren. In 1610, slechts een paar maanden na het verschijnen van Galilei's Sidereus nuncius, publiceerde Kepler een nieuw boek over hetzelfde onderwerp, over de inmiddels in de telescoop gebruikte lenzen: Dioptrice. Kepler was de eerste die een dergelijk gedegen boek over optica schreef.

#### Supernova 1604

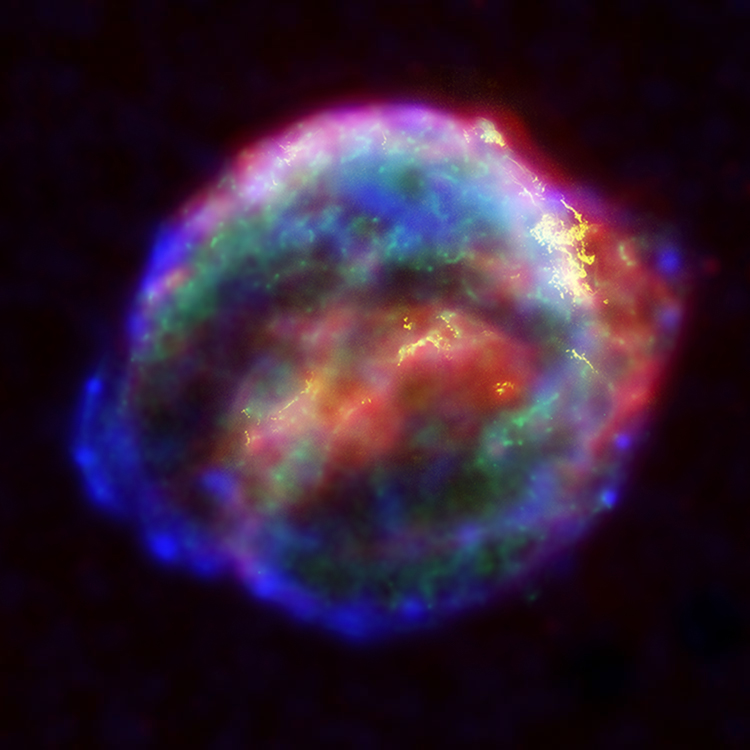
Restant van Keplers Supernova

Kepler publiceerde in 1604 in het Duits en in 1606 in het Latijn over de Nieuwe Ster, een supernova die thans SN 1604 heet en die in 1604 een paar maanden aan de hemel zichtbaar was geweest. Hij werd op 17 november 1604 door Kepler waargenomen. Een assistent had de ster al een week eerder gezien en had Kepler dat in grote opwinding meegedeeld. Kepler wilde er niets van weten, de hemel bleef een week bewolkt, en zo lang kon Kepler in zijn ongeloof volharden.
Deze gang van zaken maakt al duidelijk, hoe moeilijk het verschijnen van een nieuwe ster te aanvaarden was. Brahe had in 1572 een nieuwe ster gezien, maar de "volmaaktheid" van de hemel had ook voor Kepler door één tegenbewijs nog niet afgedaan. Die zogenaamde volmaaktheid bestond sinds Pythagoras hierin, dat de volmaakte godheid alleen een volmaakte kosmos met volmaakte objecten geschapen kon hebben. Sinds Copernicus waren geleerden wel gaan geloven dat de zon in het middelpunt van de kosmos staat. Ook Kepler geloofde in het jaar waarin hij "zijn" supernova zag nog altijd in de volmaaktheid van de hemel en de cirkelbeweging van de planeten. Maar in 1604 stond tot verbijstering van de toenmalige wereld plots een schitterende nieuwe ster in het sterrenbeeld Schutter, samen met Jupiter, Saturnus en Mars.
Astrologen verdelen de twaalf sterrenbeelden van de dierenriem in vier groepen van drie, naar de elementen aarde, water, lucht en vuur. De sterrenbeelden behorend bij een element staan ongeveer 120° uiteen en vormen een grote gelijkzijdige driehoek aan de hemel. Volgens die indeling stond de nieuwe ster in de zogenaamde driehoek van vuur. Dat samenkomen van Jupiter en Saturnus in de driehoek van vuur gebeurt maar eens in de 800 jaar. De vorige keer was toen Karel de Grote keizer was en 800 jaar daarvoor werd Christus geboren. Zouden Jupiter en Saturnus in de vuurdriehoek brand gesticht hebben? Zou dit misschien een teken voor de bekering van Amerika zijn? Dat soort gedachten opperden de sterrenwichelaars. De schok was nog groter dan die veroorzaakt door Brahe's stella nova van 1572. Kepler keerde zich eerst in een Duits boekje, later in het Latijn, tegen alle astrologische speculaties, maar had zelf geen idee wat er wel aan de hand was. "Misschien heeft zich daar boven sterrenmateriaal samengebald," zo overwoog hij. Hij begreep wel dat het een verschijnsel van de sterrenhemel was dat niet binnen het zonnestelsel plaatsvond.

#### Astronomia nova
In 1609 verscheen Keplers beroemdste werk, Astronomia nova seu Physica coelestis. Tweeduizend jaar lang had de geleerde wereld beweerd dat de planeten zich in cirkelbanen en met gelijkmatige snelheid langs de hemel bewogen. Kepler beschreef met zijn eerste twee wetten dat die banen ellipsen zijn en dat de planeten in hun banen van snelheid veranderen.
In 1610 hoorde hij van de waarnemingen die Galilei in de Sidereus nuncius bekend had gemaakt. Enthousiast schreef hij zijn Dissertatio cum Nuncio Sidereo, een instemming met en waardering voor Galilei's werk. Een paar maanden later beschikte hij voor het eerst over een telescoop en publiceerde hij zijn waarnemingen van de manen van Jupiter in Narratio de observatis quatuor Jovis satellitibus. Dit boek, dat ook in Florence verscheen, betekende een enorme steun voor Galilei.

#### Dioptrice
Galilei was niet in staat te verklaren waarom zijn verbeterde telescoop zo goed werkte, maar wilde deze ook niet lenen aan Kepler. Met de hulp van keurvorst Ernst van Keulen kon Kepler in de herfst van 1610 metingen verrichten met een vergelijkbare telescoop. Hij schreef korte tijd daarna het boek Dioptrice over de wetenschap van de straalbreking door lenzen. Hij greep hierin terug op een eerder boek uit 1604 waarin hij de grondbeginselen van de camera obscura had uitgelegd. Hij had dit boek bescheiden een Supplement van Witelo genoemd, een middeleeuwse wetenschapper die een samenvatting over de optica had geschreven, gebruikmakend van Ptolemaeus, Alhazen en Roger Bacon.

### Tweede huwelijk
Kepler had zijn familie in Linz ondergebracht. Zijn vrouw Barbara stierf daar op 3 juli 1611 en in dat jaar stierf ook een van hun zoontjes. Barbara liet een elfjarige dochter Susanna na en een zesjarige zoon Wilhelm die veel later, na Keplers dood, Somnium zou laten drukken. Kepler keerde eerst nog naar Praag terug ter wille van keizer Rudolf II die zeer zwak was en nog dat jaar zou sterven. Daarna ging hij terug naar Linz, naar zijn moederloze gezin.
Op 30 oktober 1613 trouwde Kepler voor de tweede keer. De bruid was de 24-jarige ouderloze Susanna Reuttinger, bijna 20 jaar jonger dan Kepler. De Dertigjarige Oorlog was in volle gang en Kepler en zijn gezin ondervonden daarvan de nadelige gevolgen. Susanna moest de verzorging van de twee kinderen uit het eerste huwelijk op zich nemen en kreeg zelf in de loop der jaren zes kinderen, van wie de eerste drie jong stierven. Later, na Keplers dood, bleef zijn weduwe met drie kinderen achter in armoedige omstandigheden, waarin later door hulp van vrienden verbetering kwam.

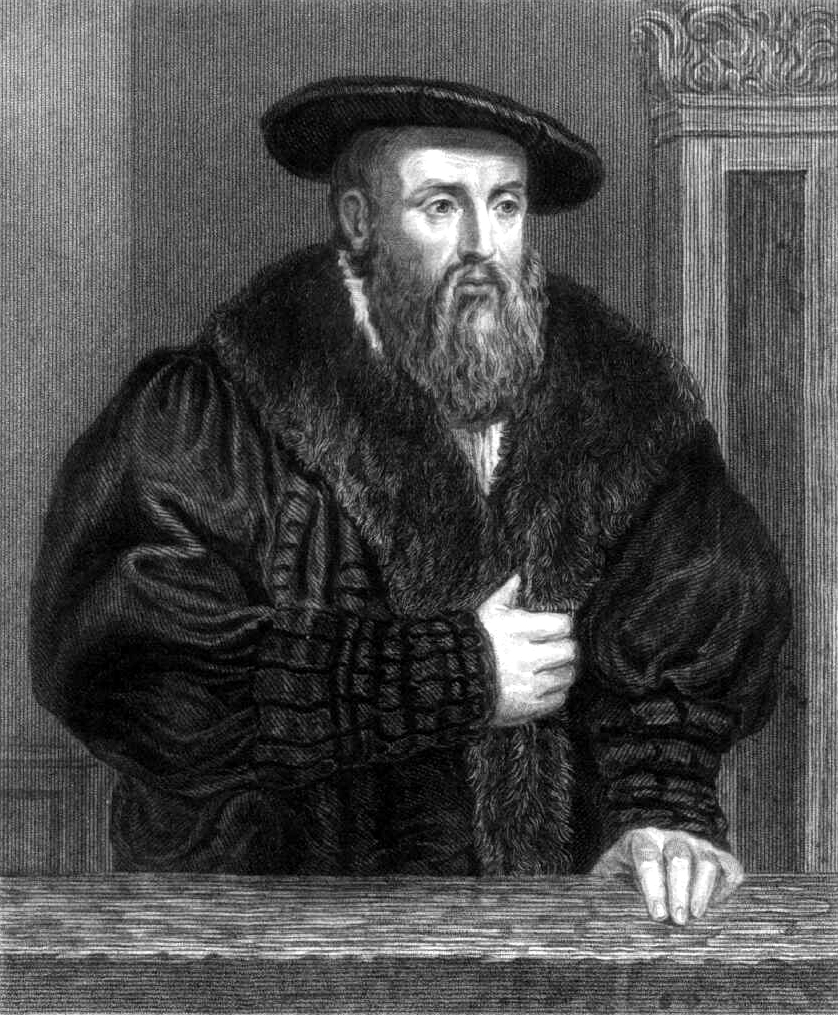
Gravure van Johannes Kepler

### Linz 1612–1626
Na de dood van keizer Rudolf II in 1612 verliet Kepler Praag en verhuisde hij naar Linz. Hij schreef daar onder andere boeken over de geboortedatum van Christus en toonde aan dat de christelijke kalender er vijf jaar naast zat en dat Jezus eigenlijk in 4 'voor Christus' geboren was.
Tussen 1617 en 1621 verscheen zijn werk Epitome astronomiae Copernicanae in zeven boeken, wat een zeer belangrijke bijdrage was voor de heliocentrische astronomie. Zijn aanzien en invloed stegen door dit werk enorm.
In 1619 verscheen het lijvig boekwerk Harmonice mundi. Dit was bedoeld als de meer uitgewerkte theorie die hij had aangekondigd in Mysterium cosmograficum (1596), waarvan de complete Latijnse titel aanvangt met het woord "prodromus" (voorloper). Harmonice geeft het beste inzicht in de gedachtewereld van Kepler. Kepler was diepreligieus, zoals de wereld om hem heen: God heeft de kosmos volgens een mathematisch, harmonisch bouwplan geschapen. De mens kan de harmonie in dit plan ontdekken, omdat hij naar Gods beeld geschapen is. Dit lijkt een religieuze verhandeling, maar in dit boek staat ook zijn derde wet. Het werk was in vijf boeken verdeeld, vandaar: Harmonices mundi libri V, wat betekent Vijf boeken over de wereldharmonie. Bedoeld is de kosmos (Harmonices is de tweede naamval van Harmonice).

### Heksenproces tegen Keplers moeder

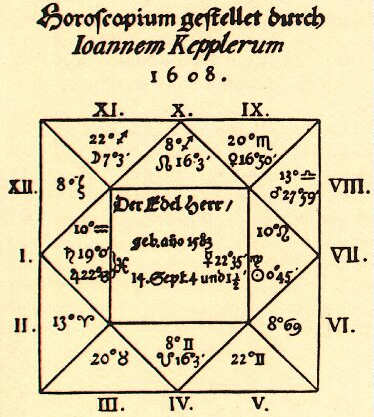
Keplers horoscoop voor Wallenstein

In 1616 werd zijn moeder Katharina Kepler, een kruidenvrouw (in moderne woorden: natuurgeneeskundige), er tijdens een protestantse heksenvervolging van beschuldigd heks te zijn. Aanleiding zou de aangifte van een buurvrouw zijn geweest. Bovendien was in 1611 een afschrift van een eerste ontwerp van Somnium of Maandroom buiten Keplers weten in Tübingen bekend geworden. Grappig bedoelde opmerkingen over de magere uitgedroogde menselijke wezens, die door demonen meegevoerd konden worden tijdens hun reis naar de maan, kwamen Kepler duur te staan. Bij het heksenproces tegen zijn moeder werd dit breed uitgesponnen. Ook hijzelf zou op grond van dit grapje in staat van beschuldiging gesteld zijn geweest, als hij niet van hogerhand was beschermd. De zaak begon in 1615 en sleepte zich jarenlang voort. De aanklager was de barbier van de hertog van Württemberg, de ondervrager was de provoost. Het hogere hof moest beslissen. Op advies van de rechtsfaculteit van Tübingen werd bepaald dat Katharina onder dreiging van de ernstigste martelingen moest verklaren dat ze heks was. Dat deed ze niet, waarna ze binnen een week werd vrijgesproken. Ondanks haar beroemde zoon zat Katharina Kepler veertien maanden, van augustus 1620 tot oktober 1621, opgesloten in verschillende kerkers in afwachting van haar berechting. Kepler heeft een groot deel van de akte van verdediging geschreven. Ze stierf een half jaar later in het stadje Heumaden in het huis van haar dochter, die getrouwd was met een dominee.

### Ulm 1626–1627
In de loop van de Dertigjarige Oorlog werd de stad Linz in 1626 zwaar beschadigd. Ook de drukkerij waar Kepler de beroemde Rudolfijnse tafels (tabellen met berekeningen van de stand der planeten) wilde laten drukken, werd vernield. Hij verhuisde naar Ulm, waar hij in 1627 dat werk eindelijk voltooide. Dit werk was eigenlijk de "hoofdopdracht" die Tycho Brahe en Kepler zichzelf oorspronkelijk gesteld hadden. Brahe had omstreeks 1570 ontdekt hoe onnauwkeurig de tabellen die gebruikt werden om de stand van de planeten te voorspellen, feitelijk waren. Die wilde Brahe, en na hem Kepler, verbeteren.

### Sagan 1627–1630

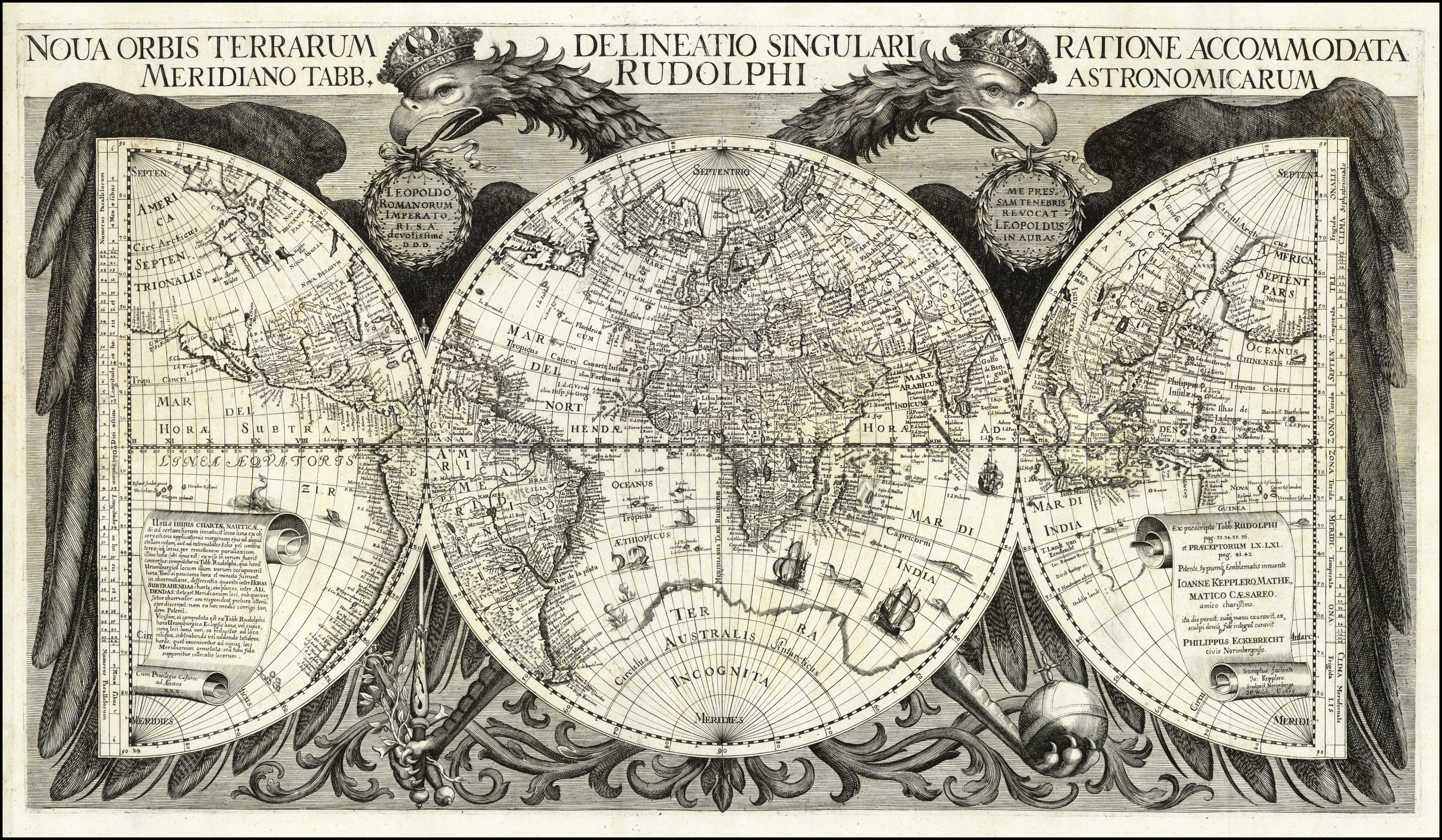
Wereldkaart van Kepler in 1627

In het jaar 1627 trad Kepler in dienst van Albrecht von Wallenstein en verhuisde hij naar diens residentie in Sagan. Wallenstein, een machtige legeraanvoerder van de keizer, hoopte dat Kepler betrouwbare horoscopen voor hem kon maken. Als tegenprestatie zou hij hem ook een drukkerij ter beschikking stellen. Die moest echter nog opgezet worden. Kepler had de drukkerij pas in 1629 tot zijn beschikking en liet eerst een driedelige efemeridenband drukken voor de jaren 1621-1636. Dit werk was destijds voor astronomen (en astrologen) belangrijk en er was al lang naar uitgekeken. Tussendoor begon hij ook aan Somnium, dat hij zelf net niet meer in druk zou krijgen, maar waarvan de postume uitgave van het grootste belang was. Kepler heeft talloze horoscopen samengesteld, waarvan er nog 800 bewaard zijn.

### Laatste levensjaar
In 1630 wilde Kepler naar Linz, waar men hem eindelijk zijn salaris zou uitbetalen. Onderweg in Regensburg zou hij de keizer bezoeken, die daar een Rijksdag hield, en hem ook nog geld schuldig was. Tijdens zijn reis te paard werd hij ernstig ziek en overleed hij in Regensburg. Door de Dertigjarige Oorlog werd het kerkhof in Regensburg waar Kepler begraven lag, volledig verwoest. Zijn graf is daarbij verloren gegaan. Zijn grafschrift is echter nog wel bekend aangezien hij dat lang van tevoren bekendgemaakt had:
Mensus eram coelos, nunc terrae metior umbras.
Mens coelestis erat, corporis umbra iacet.
(De hemel heb ik bemeten, nu meet ik de schaduwen der aarde.
Mijn geest verkeerde in de hemel, het lichamelijk omhulsel ligt hier.)

### Familie na zijn dood

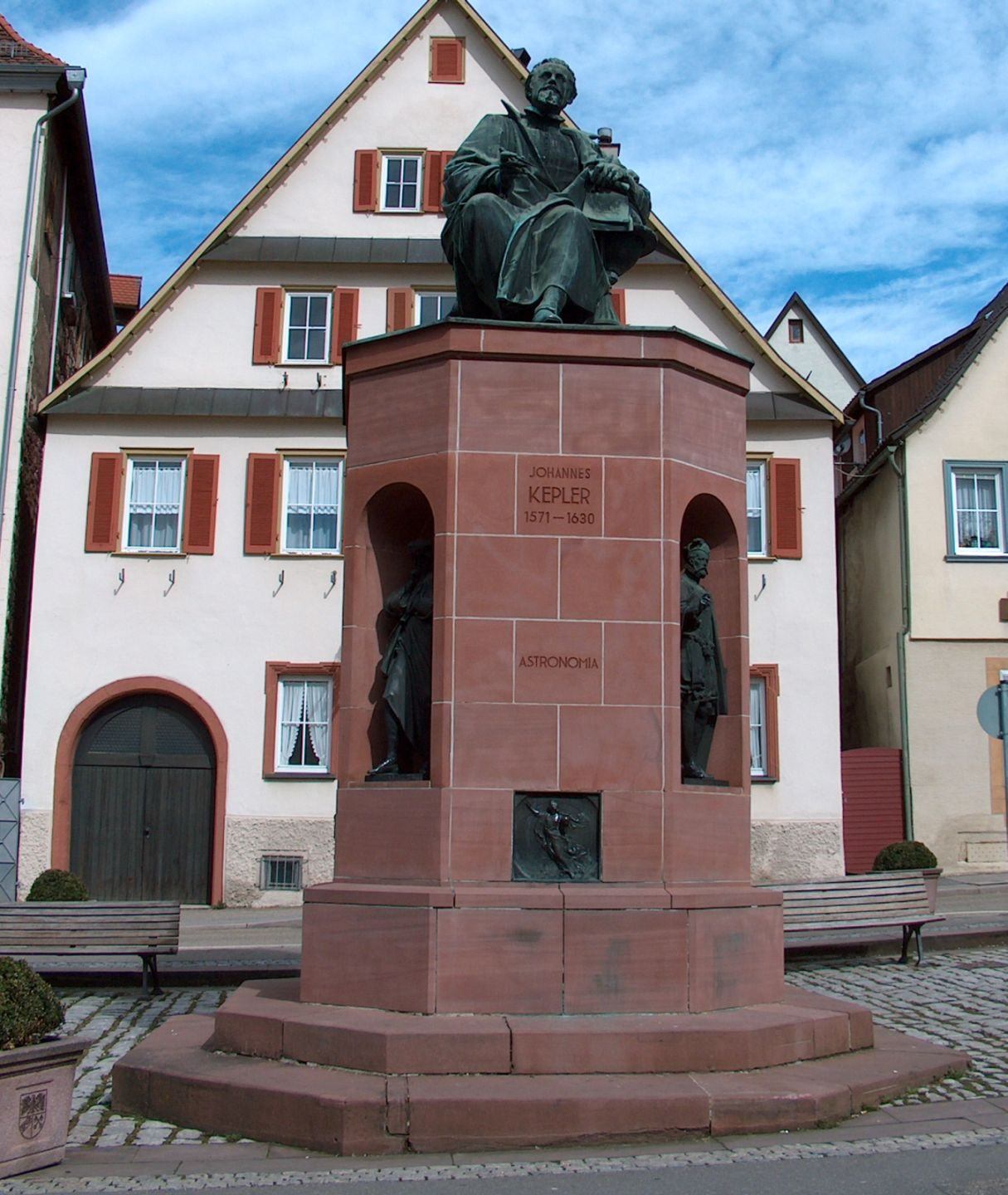
Monument voor Kepler in zijn geboorteplaats Weil der Stadt

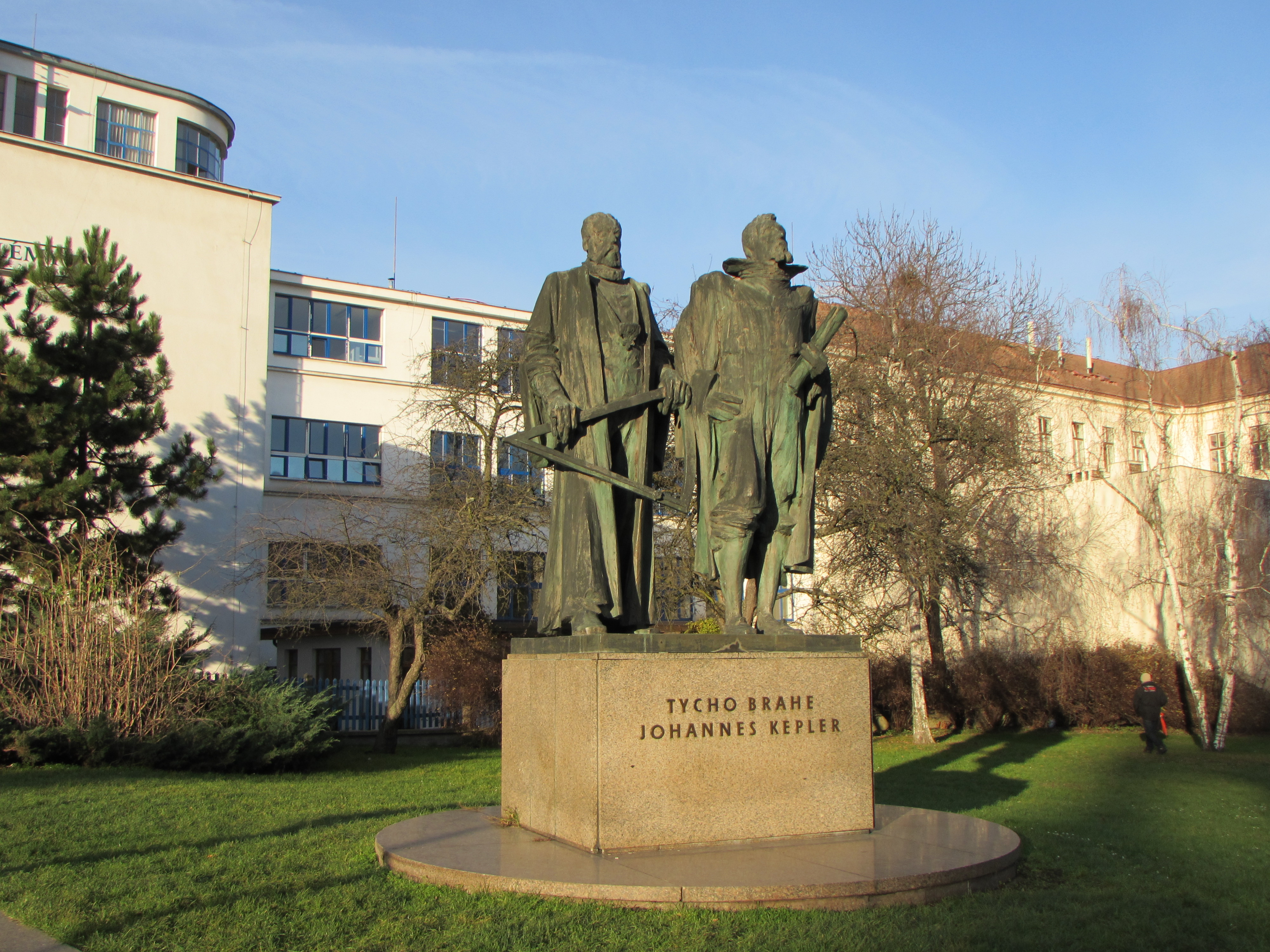
Beeld van Tycho Brahe en Johannes Kepler in Praag

De gelden die Kepler tegoed had, werden slechts gedeeltelijk en na veel aandringen aan zijn familie betaald. Zijn weduwe kwam na allerlei omzwervingen en ontberingen naar Regensburg, werd daar vriendelijk ontvangen en stierf daar, toch nog arm, in 1636. Na zijn dood liet Keplers zoon Wilhelm in 1633 eindelijk het kleine boekje Somnium drukken. Het had Kepler beziggehouden vanaf zijn studietijd in Tübingen; het had de grote problemen om zijn moeder verergerd en had hem zijn leven lang vervuld met vragen en fantasie: Hoe zou de aarde er vanaf de maan uitzien? En hoe zou de maan eruitzien? Het boekje, een soort sciencefictionsprookje met veel wetenschappelijke aantekeningen, werd mede uitgegeven om de financiële zorgen van Keplers weduwe te verlichten.
Na zijn dood vond in 1631 de door Kepler voorspelde Venusovergang plaats, die echter door niemand werd waargenomen.

## Kepler als christen
Het was mede door zijn persoonlijke overtuiging dat de kosmos op een ordelijke manier was geschapen door God dat Kepler trachtte de wetmatigheden van de schepping vast te stellen en te doorgronden. Zijn voornaamste doel was om hiermee God de eer te geven die Hem toekomt, zoals hij verklaarde over de grondslag van zijn ontdekkingen:
Ik was alleen Gods gedachten na hem aan het denken. Aangezien wij astronomen priesters zijn van de allerhoogste God ten aanzien van het boek der natuur, doet het ons nut om bedachtzaam te zijn, niet gericht op de glorie van onze gedachten, maar enkel en alleen op de heerlijkheid van God.
Hij maakte ook kenbaar dat hij verlangde naar een persoonlijk relatie met God;
Kan ik God, wie ik, in de beschouwing van het hele universum bijna in mijn handen kan voelen, ook in mijzelf vinden?
De nadruk van de Reformatie op een letterlijke lezing van de Bijbel en haar neiging om Gods voorzienigheid te zoeken in de natuur, zullen een stimulans geweest zijn voor de theologische wiskunde van Kepler en voor zijn astronomische onderzoekingen. In het spoor van de augustijnse opvattingen van Michael Mästlin meende hij dat de goddelijke glorie het best aan het licht zou komen door de studie van de Schrift (liber scripturae) te combineren met die van het boek der natuur (liber naturae), hoewel hij besefte dat het copernicanisme niet de meest evidente weg was om die twee te doen rijmen. Deze houding leidde hem tot nieuwe ontdekkingen, maar maakte ook de letterlijke lezing van de Schrift onhoudbaar. Hij kwam te aanvaarden dat de bijbelse passages over de positie van de zon een relatieve of metaforische strekking hadden.
Binnen het christendom was Kepler zijn hele leven luthers van overtuiging, wat niet verhinderde dat hij hard in botsing kwam met zijn kerk. Aanleiding daartoe was het leerstuk van de Werkelijke Tegenwoordigheid en de ubiquiteit, dat hij al vroeg om geometrisch-natuurkundige redenen afwees. Toen hij in 1612 van Praag wilde terugkeren naar Tübingen, blokkeerden de theologen van de universiteit zijn kandidatuur omdat hij op dat punt een klein voorbehoud maakte bij de eenheidsbelijdenis (Konkordienformel) en ook wel omdat hij te veel sympathie toonde voor de calvinisten. Niet alleen belette het hem professor te worden, het leidde in Linz zelfs tot zijn excommunicatie: toen hij zijn zienswijze uiteenzette aan de lutherse predikant Daniel Hitzler, weigerde deze hem nog tot de communie toe te laten. Keplers beroep hiertegen bij de consistorie van Stuttgart werd verworpen.

## Kepler als astroloog
Astrologie en astronomie gingen tot Keplers tijd nog hand in hand. Men geloofde heel algemeen aan allerlei voortekenen, aan waarzeggerij, astrologie en magie. Keplers opvattingen over de astrologie waren ambivalent. Enerzijds stak hij zijn kritiek op de fatalistische astrologie niet onder stoelen of banken en waarschuwde iedereen tegen de 'fantasieën' van de astrologie. Anderzijds verdiende hij goed aan het opstellen van horoscopen voor de rijken en machtigen en zijn jaarlijkse 'Almanakken' met astrologische en andere fenomenen. In 1601 schreef hij een handleiding hoe je de astrologie wetenschappelijk kunt beoefenen: De Fundamentis Astrologiae Certioribus (Over zekerder fundamenten voor Astrologie). In een ander geschrift uit 1609, Tertius Interveniens, waarschuwt hij de "Tegenstanders van de Astrologie" om niet het kind met het badwater weg te gooien. Het standpunt dat hij hier inneemt is typerend voor iemand die in wezen een overgangsfiguur was tussen het mythische en het wetenschappelijk denken. Het ingrijpendst voor hem persoonlijk bleken zijn middeleeuwse opvattingen rond het heksenproces tegen zijn moeder. Beiden, moeder en zoon, gaven geen ogenblik blijk het bestaan van hekserij in twijfel te trekken.

## Keplers relatie tot Galileo Galilei
Hoewel Kepler en Galilei als tijdgenoten bezig waren met vrijwel dezelfde vraagstukken, hebben beide wetenschappers elkaar nooit ontmoet. Kepler heeft hiertoe wel een aantal pogingen gedaan, maar Galileis reacties waren minimaal. De eerste poging vond plaats in 1597 toen Kepler een exemplaar van zijn boek Mysterium cosmographicum toezond. Galilei bedankte Kepler als medezoeker naar de Waarheid en onderschreef de copernicaanse opvattingen in het boek. Hij voegde eraan toe dat Copernicus voor zijn opvattingen dat de aarde om de zon draait bespot werd door dwazen. In het antwoord op de brief van Galilei stuurde Kepler een brief met het verzoek om samen te werken om de copernicaanse kosmografie verder uit te werken. Zo zouden hun dwaze collega's kunnen worden overtuigd. Galilei stuurde daarop geen antwoord. De arrogantie en botheid van Galilei leidde tot veel weerstand in wetenschappelijke kringen. Een voorbeeld is de moddergooierij tussen Galilei en de wiskundige Balthasar Capra omtrent het gebruik van het militaire kompas rond 1607.
Toen Galilei in 1610 zijn boek Sidereus Nuncius uitbracht, was er opnieuw weerstand onder collega wetenschappers. De belangrijkste was professor Magini van de Universiteit van Bologna, die de ontdekking van Galileo ontkende. Kepler schreef een verdediging van Galilei in een openbaar pamflet. Hoewel Galilei daardoor een hofwiskundige bij de familie De' Medici kon worden, heeft Galilei Kepler er nooit voor bedankt. Toch bleven geleerden als Della Porta en Horky kritiek uitoefenen op Galilei. Omdat Kepler met zijn verdediging van Galilei zelf in de problemen dreigde te komen, verzocht hij Galilei om een telescoop te sturen, zodat hij de bevindingen kon controleren. Galileo schreef vriendelijk terug, toegevend dat Kepler zijn enige bondgenoot was en dat hij de telescoop niet kon uitlenen. Hij schreef echter niets over zijn verdere wetenschappelijke ontdekkingen. In de herfst van 1610 kon Kepler met een geleende telescoop zelf ook de manen van Jupiter zien en bevestigde hij als eerste geleerde de observaties van Galilei. Kepler heeft daarna nog verscheidene andere brieven gestuurd aan Galilei, maar alle bleven onbeantwoord. Galilei heeft in zijn beschouwingen zelden gebruikgemaakt van Keplers bevindingen. Zelfs de berekeningen waarin Kepler aantoonde dat de aarde in een ellips en niet in een cirkel om de zon heen draaide, heeft Galilei nooit gebruikt. Ook in de geschriften die Galilei met de inquisitie in botsing brachten, maakten geen melding van de ellipsbaan die de aarde om de zon zou maken in plaats van een cirkelbeweging.

## Werken

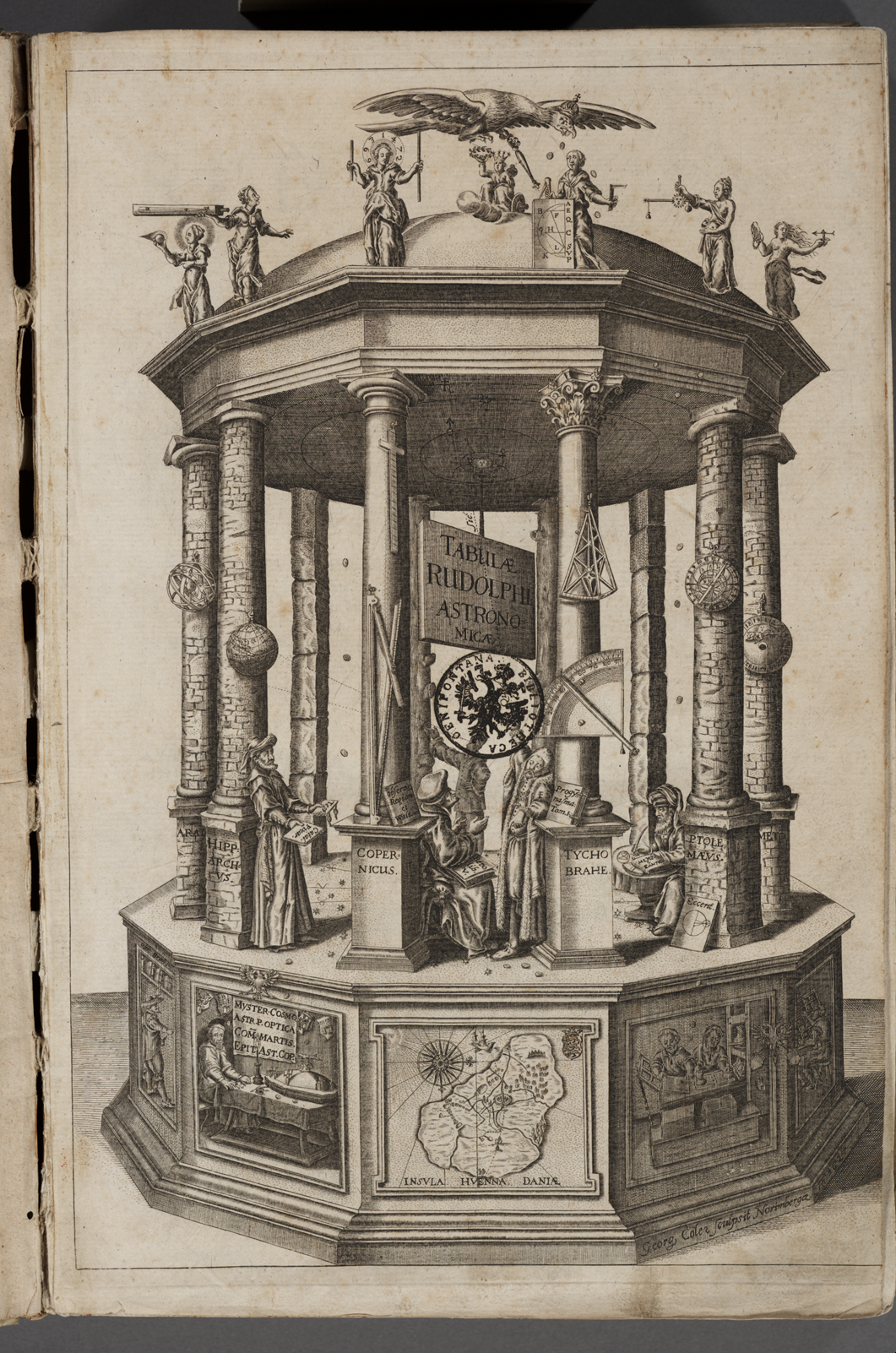
Tabulae Rudolphinae (Rudolfijnse Tafels) door Johannes Kepler in 1627

Een vollediger opsomming van Keplers werken is te vinden op de Duitse Wikipedia. Een kleine greep hieruit:
- 1596: Mysterium cosmographicum. De stella nova (Hypotheses over de bouw van de kosmos, Kepler verdedigt onder andere de theorieën van Copernicus), uitgegeven door Max Caspar, C.H. Beck. München, 1938/1993. ISBN 3-406-01639-1
- 1604: Ad Vitellionem Paralipomena, Quibus Astronomiae Pars Optica Traditur. Supplement op Witelo
- 1609: Astronomia nova aitiologetos seu Physica coelestis (waarin: Eerste en tweede wet van Kepler), uitgegeven door Max Caspar, C.H. Beck. München, 1938, en Astronomia Nova, uitgegeven en ingeleid door Fritz Krafft, Bibliothek des verloren gegangenen Wissens, 2005, LVIII, 576 p., Marixverlag. ISBN 3-86539-014-5
- 1619: Harmonices Mundi libri V ( Over de harmonie in de kosmos. Dit werk wordt tegenwoordig druk besproken), uitgegeven door Max Caspar, C.H. Beck. München, 1940/1990, ISBN 3-406-01648-0; vertaling in het Duits: 2006, R. Oldenbourg, Wissenschaftsverlag GmbH, München ISBN 978-3-486-58046-4
- 1627: Tabulae Rudolphinae (Tabellen voor gebruik in astronomische waarnemingen. Tegenwoordig onbelangrijk voor waarnemingen, historisch van betekenis voor de experts), uitgegeven door Franz Hammer, C.H. Beck, München, 1969.
- 1634: Somnium (uitgegeven na Keplers dood) en Edward Rosen, Kepler's Somnium, The Dream, or Posthumous Work on Lunar Astronomy, ISBN 0-486-43282-3 (Volledige vertaling in het Engels met veel aantekeningen)

De Duitse uitgave van Johannes Keplers Gesammelte Werke telt inmiddels 23 delen. Van zijn Harmonices Mundi is een geannoteerde Engelse vertaling verschenen: The harmony of the world, uitg. American Philosophical Society, Philadelphia (1997) ISBN 0-87169-209-0
Van Kepler is geen werk in het Nederlands vertaald.

## Literatuur

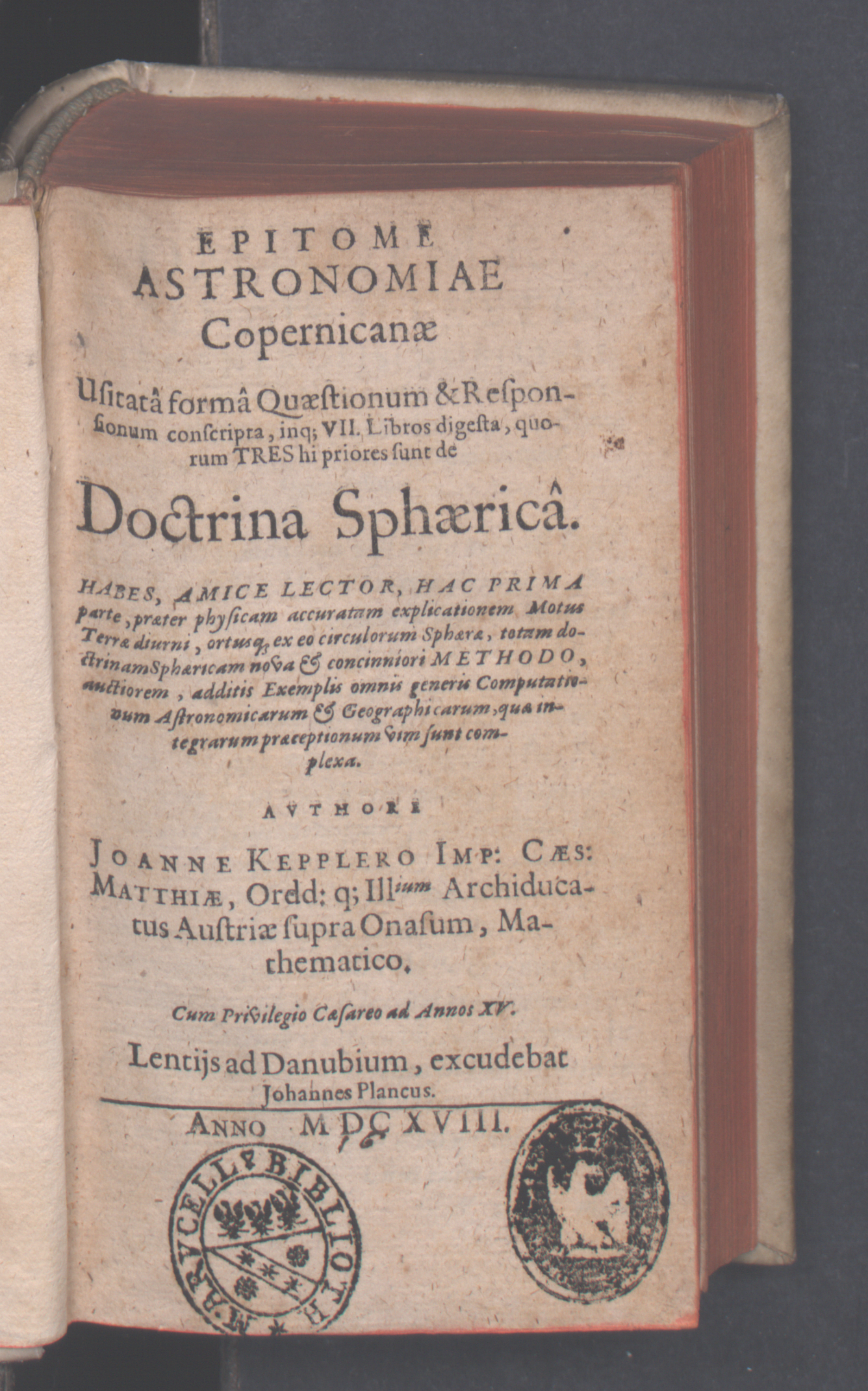
Epitome astronomiae copernicanae, 1618